# タマゴグモ科
タマゴグモ科 Onopidae はクモ下目のクモの1群。体長4mm以下の小さなクモで、あまり目立ったものはない。

## 特徴
体長は4mmまでの小型のクモ類。背甲は縦長か長さと幅が同じくらいで、盛り上がり方は種によって異なるが、中窩(頭部と胸部の境目の中央に生じるくぼみ)はない。眼は6眼で、比較的大きくて互いに接近して配置するが、その範囲(眼域)は頭部の幅の半分以上を占める。特に中眼が大きく、眼域の形は横長となっている。上顎は長いが、その先の節に当たる牙は短く、牙堤には歯がない。下顎には小鋸歯がある。腹部は卵形で下面に書肺が1対あり、気門は書肺気門と器官気門が各1対ある。気管気門は書肺気門のすぐ後ろにあるため、一見ではトタテグモ下目のもののように書肺が2対あるかのように見える。糸疣には篩板はなく、糸疣は3対で前疣と後疣がほぼ同じ長さとなっている。間疣はないか、ある場合には板状で1対の毛がある。腹部の背面と腹面に硬化したキチン板(板状体という)を持つ例がある。これは柔らかな腹部を物理的に保護すると思われるが、同時に乾燥に対する防御の効果を持つとも考えられる。単性域類に属し、雄の触肢器官、雌の雌性生殖器は共に単純な構造となっている。

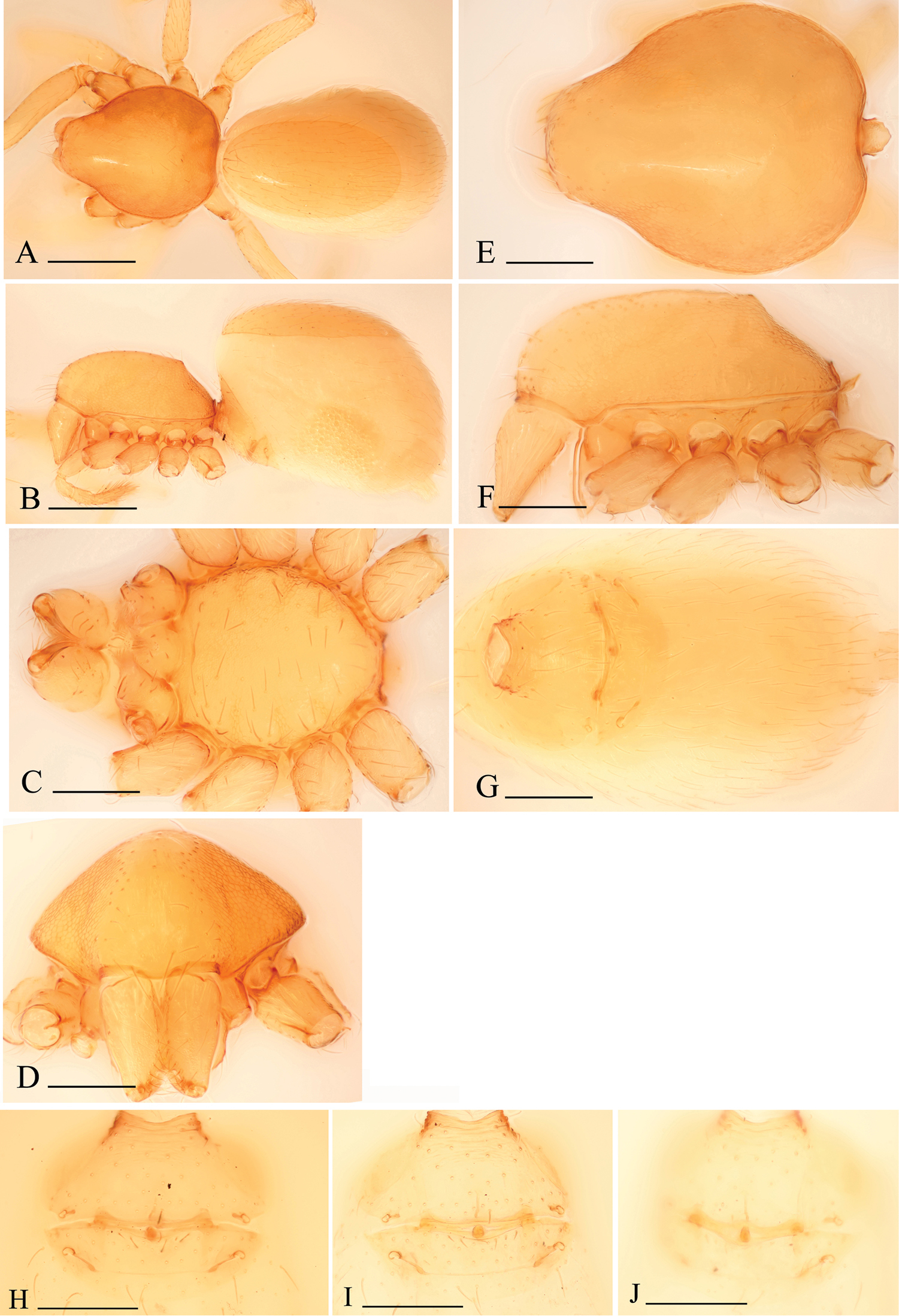
Bannana crassispina 雌の各部
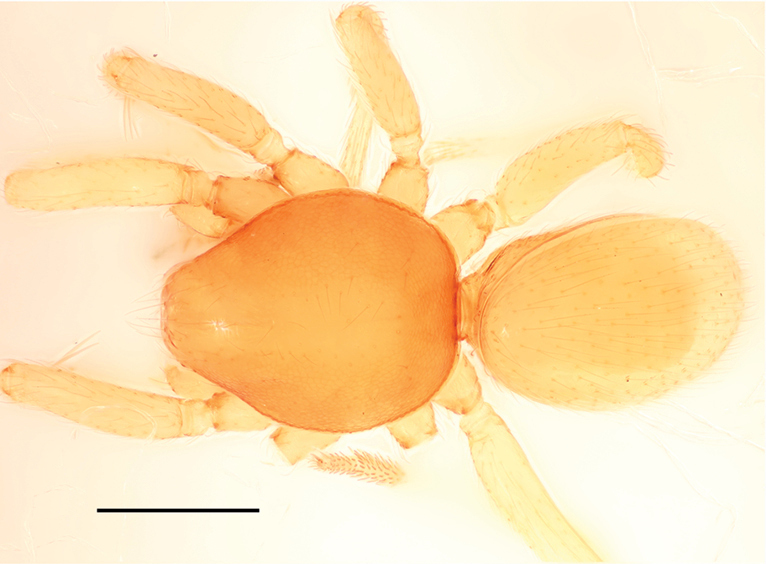
同・雄の背面
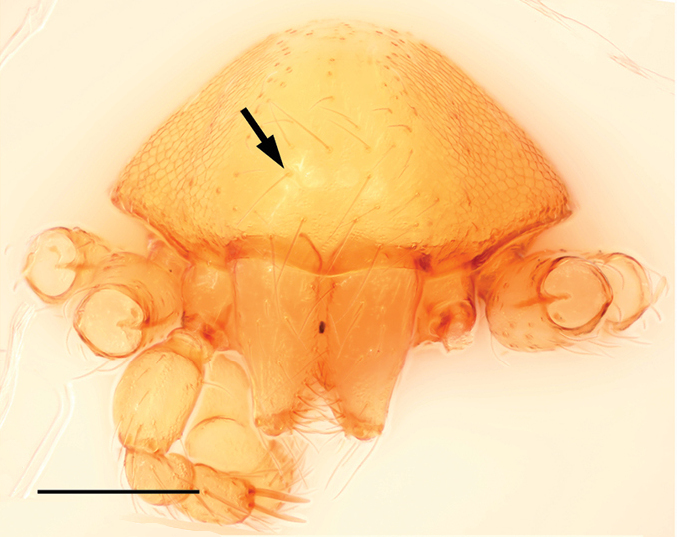
同・雄の正面

## 生態など
土壌性の種が多いが、樹皮の下や樹冠に生息するものもある。主として暗い湿った場所に生息するものであり、人為的な環境にはなかなか馴染まないものが多いが、日本ではオキツハネグモが人家や倉庫の中の物陰などに生息している。網を張らない狩猟性のものである。

## 分布と種
世界の熱帯域から暖温帯域に500種が知られるが、熱帯地域には未記載種が数多くいると考えられている。

## 分類
単性域類のイノシシグモ上科 Dysderoidea に所属するとされる。
下位分類としては上記のように500種が知られ、70属に分類されている。なお腹部の背面と腹面に板状体のあるものをダニグモ亜科 Gamasomorphinae 、なくて柔らかな腹部のものをタマゴグモ亜科 Oonopinae と大きく分ける。ただし板状体は幼生では明瞭に発達しない場合があり、判別が難しくなる例もある。実際に日本からタマゴグモ Oonopus corticalis として記載されたものは後にダニグモ Gamasomorpha cataphracta の幼生であったことが判明している。ちなみにタマゴグモ属の種は日本未発見となっており、にもかかわらずこの属に和名があって科名もそれによっているのはこの誤認に基づく記載があるためらしい。
日本からは6属11種が記録されている。以下にその属と種をあげる。
- Oonopidae タマゴグモ科
  - Oonopinae タマゴグモ亜科
    - Oonopinus ヒメタマゴグモ属：ナンヨウタマゴグモ
    - Orchestina ハネグモ属：キハネグモ・アカハネグモ・オキツハネグモ

  - Gamasomorphina ダニグモ亜科
    - Ischnothyreus ヨロイダニグモ属：ナルトミダニグモ
    - Pseudotriaeris ケムリダニグモ属：ケムリダニグモ
    - Gamasomorpha ダニグモ属：ダニグモ・ミナミダニグモ・クスミダニグモ
    - Opopaea シャラクダニグモ属：シャラクダニグモ